# Linha Verde
Linia Verde – jedna z 4 linii metra w Lizbonie. Ma około 9 km długości i 13 stacji.

## Historia
Rossio, pierwsza stacja należąca do tej linii, została otwarta w 1963 roku. W 1972 linia została przedłużona do Alvalade i objęła m.in. stacje Socorro (obecnie Martim Moniz), Alameda i Areeiro. W 1993 została ona rozbudowana o odcinek Alvalade – Campo Grande. W 1998 została zakończona budowa węzła przesiadkowego Baixa-Chiado, co pozwoliło na połączenie z linią Azul i przedłużenie do stacji Cais do Sodré.
W roku 2002 po raz kolejny wydłużono linię – do stacji Telheiras.